# Florian Gaugl
Florian Gaugl, né le 8 janvier 1991, est un coureur cycliste autrichien.

## Palmarès
- 2012
  - 2e du Tour du Burgenland
- 2015
  - Tour du Burgenland

## Classements mondiaux
| Année           | 2012 | 2013 | 2014 | 2015 | 2016   |
| --------------- | ---- | ---- | ---- | ---- | ------ |
| UCI Europe Tour | 987e |      |      |      | 1 608e |